# Stellaris
Stellaris je strategická videohra odehrávající se v reálném čase vyvinutá studiem Paradox Development Studio a vydána jeho mateřskou společností Paradox Interactive. Ve hře se hráč ujme vesmírného impéria, které musí korigovat v rámci expanze, průzkumu, armády, ekonomiky, diplomacie a zároveň řešit různé scénáře, které příběhové prvky hráči předhodí. Hra byla vydána celosvětově 9. května 2016 na Microsoft Windows, macOS a Linux a 26. února 2019 pro herní konzole PlayStation 4 a Xbox One a 25. března 2021 pro Xbox Series X a Series S.

## Hratelnost
Hráč se na začátku strategické videohry Stellaris ujímá mezihvězdného národa, který může před jejím začátkem sám navrhnout. Může si zvolit jeho ideologii (názor na svobodu, náboženství, válku a cizí rasy), formu vlády (demokracie, oligarchie, autokracie nebo monarchie) a další specifické vlastnosti národa (povinná vojenská služba, komplexní byrokracie, ochránci demokracie či rovnou genocidální tendence). Následně může navrhnout jeho vlajku a název společně se vzhledem městské architektury a vesmírných plavidel.
Dalším důležitým prvkem hry je mimozemská rasa, jež v národě žije. Ačkoli se později ve hře mohou rasy vlivem imigrace mísit, prvotní volba a následná modifikace dominantního druhu je důležitá. Hráč navrhuje, ve kterých podnebních tento druh může žít, a zároveň jeho pozitivní vlastnosti (nadprůměrná síla, dlouhověkost, společenskost atd.) spolu s jeho negativními vlastnostmi (odpudivý vzhled, teritoriální chování, hloupost apod.); hráč musí tyto vlastnosti balancovat a nemůže si tedy vybrat pouze ty nejlepší bez těch záporných.

### Průběh
Hráč začíná roku 2200 a může hrát, dokud nesplní jednu z podmínek k vítězství stanovené hrou nebo samotným hráčem. Hráč může pokračovat i po splnění těchto podmínek, dokud neuzná za vhod.
Ze začátku vlastní hráč pouze jeden mezihvězdný systém s osídlenou planetou (neurčí-li při tvorbě národa jinak), dále obdrží malou flotilu bitevních lodí, jednu vědeckou a stavební loď. Důležitým prvkem je průzkum okolních hvězdných systémů a jejich následná kolonizace; každý takový systém je unikátní a může obsahovat různorodé suroviny, či životaschopné planety. Hráč tyto systémy a jejich osídlené planety vyvíjí; staví vesmírné stanice a vylepšuje města, jež se nachází na jeho planetách. Je tedy čistě na něm, kterým směrem se vydá. Může se zaměřit na technologický vývoj stavbou vědeckých lodí a laboratoří a nebo například vynaložit veškeré prostředky na stavbu ohromné bitevní flotily, se kterou dobude galaxii. Dalším důležitým aspektem hry je diplomacie. Dříve či později hráč potká ostatní odlišné vesmírné národy, které mohou ideologicky s hráčem kolidovat: pacifisté budou nenávidět militaristy a demokratické národy budou přátelští k ostatním demokraciím. Hráč tyto vztahy může rozvíjet (obchod, aliance, federace) nebo naopak zhoršit (urážky, rivalství, válka).
V průběhu hry by měl hráč vlastnit vícero mezihvězdných systémů a být schopný je uchránit před vlivy agresivních sousedů nebo ostatních nevlídných vlivů. V této fázi je většina hvězdných systémů obsazena a končí tedy možnost mírové expanze – hráč se tedy bude muset zaměřit na vývoj těch, které už má nebo dobýt ty sousední od další říše, zároveň je hráči umožněno budovat diplomatické vztahy, aliance a federace. Hráč také začíná potkávat padlé říše dob minulých, jež jsou nesmírně silné, technologický vyspělé, ale malé starobylé říše, které se z důsledku stagnace izolovaly. Po většinu času hráče ignorují, ale mohou hráči nabídnout úkoly nebo příkazy, pokud je rozhořčí. Padlé říše jsou silným oponentem, který se může postupem času vrátit k agresivním tendencím a pokusit se dobýt staré území zpět, ale pokud je hráč úspěšný, obdrží velmi pokročilou technologii a hvězdné systémy.
Ve střední fázi hry, jejíž datum si hráč stanoví v nastavení, začne docházet k nejrůznějším událostem, například k sjednocení nájezdnických říší pod velkým chánem ve stylu Mongolské říše a k jejich pokusu ovládnout galaxii, či ke vzpourám AI.
V pozdní fázi hry dochází k dalším událostem, především k takzvaným konečným krizím, které mohu nabývat různých forem – probuzení vražedné AI, mezigalaktická invaze, invaze z jiné dimenze, probuzení padlé říše či válka probuzených padlých říší. Zde je hráč a celkově galaxie povinná se před touto hrozbou bránit, jelikož je možné, že krize celou galaxii zničí. Hráč v této fázi drží pokročilé technologie, mohutné flotily a dobře vyvinuté hvězdné systémy.
Jakmile jsou všechny hrozby poraženy a hra dosáhne data konce hry, zvítězí nejsilnější říše, vítězné body se počítají podle vojenské síly, ekonomické síly, počtu spojenců ve federaci a dalších věcí. Jediným způsobem, jak ve hře zvítězit jinak, je (s DLC Nemesis) své vlastní impérium prohlásit za krizi, dokončit dlouhý řetězec působení zkázy a úkolů, a následně svou říši povznést na vyšší úroveň bytí za cenzu zničení galaxie. Druhou možnost vítězství přidalo DLC The Machine age, ve které je možné po dlouhém výzkumu svou civilizaci dostat do jiného, mladšího a tvárnějšího vesmíru, zatímco z těch, kteří zůstanou, se stane nová padlá říše, po dosažení tohoto typu vítězství si hráč může vybrat jednu z ostatních říší a pokračovat ve hře za ně.

## Vývoj a vydání
Hra Stellaris byla vyvinuta studiem Paradox Development Studios a vydána Paradox Interactive. Hra běží na enginu Clausewitz Engine, které studio využívalo již od hry Europa Universalis III z roku 2007, avšak s mírnými modifikacemi, jako je například použití fyzikálně založeného vykreslování (PBR). Stellaris bylo představeno v srpnu 2015 na události Gamescom.
Po vydání hry v květnu 2016 bylo vývojáři oznámeno, že plánují vydat několik rozšíření a také hru průběžně a bezplatně aktualizovat. Aktualizace nesou název po autorech sci-fi literatury, jako je Arthur C. Clarke, Isaac Asimov, Robert A. Heinlein, Iain Banks, Douglas Adams, Ray Bradbury, Karel Čapek, Pierre Boulle, C. J. Cherryh, Larry Niven, Ursula K. Le Guinová, Gene Wolfe, Tanith Lee a Mary Shelleyová. Placená rozšíření do hry přidávají nový obsah; největší z nich mění základní vlastnosti hry nebo je významně doplňují, ty menší je pak doplňují o nové mechaniky, vizuály, události, druhy či příběhy.

### Stahovatelný obsah
| 2016 | Plantoids Species Pack    |
| 2016 | Leviathans Story Pack     |
| 2017 | Utopia                    |
| 2017 | Synthetic Dawn Story Pack |
| 2017 | Humanoids Species Pack    |
| 2018 | Apocalypse                |
| 2018 | Distant Stars Story Pack  |
| 2018 | Megacorp                  |
| 2019 | Ancient Relics Story Pack |
| 2019 | Lithoids Species Pack     |
| 2020 | Federations               |
| 2020 | Necroids Species Pack     |
| 2021 | Nemesis                   |
| 2021 | Aquatics Species Pack     |

| Název                     | Datum vydání       | Plnohodnotné rozšíření | Popis |
| ------------------------- | ------------------ | ---------------------- | --- |
| Plantoids Species Pack    | 4. srpna 2016      | Ne                     | Balíček do hry přidává nový rostlinný druh mimozemské rasy a jeho předvytvořené civilizace. Od verze 3.1 obsahuje balíček také nové vlastnosti pro rostlinné civilizace.                         |
| Leviathans Story Pack     | 20. října 2016     | Ne                     | Přidává nové masivní NPC bytosti, jež může hráč prozkoumat nebo porazit za různé odměny. Zároveň je zde také nový druh civilizace, který sídlí na vesmírné stanici - obchodníci, vědci a umělci. |
| Utopia                    | 6. dubna 2017      | Ano                    | Rozšíření přidává megastruktury, jako jsou Dysonovy sféry, obytné vesmírné stanice a další. Kromě toho přidává do hry možnost vybrat, jakým směrem se bude národ ubírat.                         |
| Synthetic Dawn Story Pack | 21. září 2017      | Ne                     | Umožňuje hráči tvořit a potkávat mechanické civilizace s vlastními herními vlastnostmi a podmínkami k vítězství. Dále do hry přidává nové portréty, grafiku, hudbu a události.                   |
| Humanoids Species Pack    | 7. prosince 2017   | Ne                     | Přidává do hry nové humanoidní mimozemské rasy. Od verze 3.1 obsahuje balíček také nové vlastnosti pro humanoidní civilizace.                                                                    |
| Apocalypse                | 22. února 2018     | Ano                    | Zaměřený na válku; přidává do hry vesmírné lodě schopné ničit flotily až planety. Obsahuje také nový typ barbarské NPC civilizace.                                                               |
| Distant Stars Story Pack  | 22. května 2018    | Ne                     | Přidává nové eventy, hráč může objevit L-Cluster, jenž ho zavede do sousedního hvězdokupy, ve které ho čeká zhouba nebo odměna. Dále hru doplňuje o nové události, úkoly a anomálie.             |
| Megacorp                  | 6. prosince 2018   | Ano                    | Zaměřený na ekonomiku; přidává do hry korporátní národy, ekumenopolis, galaktický market a různé modifikace a umožňuje hráči hrát za kriminální syndikát.                                        |
| Ancient Relics Story Pack | 4. června 2019     | Ne                     | Přidává do hry nové události, umožňuje hráči provádět archeologické průzkumy v galaxii. |
| Lithoids Species Pack     | 24. října 2019     | Ne                     | Přidává do hry nové kamenné mimozemské rasy s vlastními speciálními vlastnostmi. Dále obsahuje nové portréty, zvukové efekty a mechaniky.                                                        |
| Federations               | 17. března 2020    | Ano                    | Zaměřené na diplomacii, expanduje mechanismy federace a galaktickou organizaci. Nové megastruktury a lodě. Odemyká hráči nové historie civilizace před odletem do vesmíru.                       |
| Necroids Species Pack     | 29. října 2020     | Ne                     | Přidává do hry nové nemrtvé mimozemské rasy s vlastními speciálními vlastnostmi. |
| Nemesis                   | 15. dubna 2021     | Ano                    | Zaměřené na špionáž, umožní hráči stát se na konci hry krizí anebo ochráncem galaxie. Přidává nové lodě a mechaniky.                                                                             |
| Aquatics Species Pack     | 22. listopadu 2021 | Ne                     | Přidává do hry nové podmořské mimozemské rasy s vlastními speciálními vlastnostmi. Obsahuje nové portréty a vlastnosti.                                                                          |

## Recenze
Hra dostala na recenzní stránce Metacritic 78 bodů ze sta, tedy „celkově příznivé“ recenze. Od kritiků obdržela kladné recenze, byla však kritizována za špatnou optimalizaci a nedostatek obsahu v pozdní fázi hry.